# Renata Knapik-Miazga
Renata Knapik-Miazga, född 15 juli 1988 i Tarnów, är en polsk fäktare som vid OS 2024 ingick i det polska laget som tog brons i värja.